# Marcantonio Barbarigo
O Venerável Marcantonio Barbarigo (6 de março de 1640 - 26 de maio de 1706) foi um cardeal italiano da Igreja Católica Romana. Foi o fundador do Pontifício Instituto dos Professores Religiosos Filippini e também fundou os Religiosos Professores Filippini de Montefiascone e as Irmãs Agostinianas do Amor Divino. Era tio-avô do Papa Clemente XIII e parente de São Gregório Barbarigo.
No processo rumo à santidade, o Papa Bento XVI aprovou que ele vivia uma vida de virtudes heróicas e concedeu-lhe o título de Venerável, em 2007.

## Biografia
Marcantonio Barbarigo nasceu em 6 de março de 1640 em Veneza. Barbarigo estudou em Pádua, onde obteve o doutorado em direito canônico e civil. Ele abandonou uma carreira diplomática de sucesso para seguir sua vocação religiosa.

### Bispo de Corfu
Barbarigo foi ordenado ao sacerdócio em Pádua e o Papa Inocêncio XI mais tarde o nomeou Bispo de Corfu em 1678. Seu parente Gregório Barbarigo concedeu-lhe a consagração episcopal na igreja romana de Santa Maria in Vallicella em 26 de junho de 1678 e ele recebeu o palio no mês seguinte. Lá ele fundou um seminário para a formação de jovens sacerdotes.  Em agosto de 1684, a frota veneziana ancorada em Corfu foi acometida de cólera. Barbarigo passou seus dias no hospital cuidando dos doentes e moribundos.

### Montefiascone e Corneto
O Papa Inocêncio XI o elevou ao cardinalato em 2 de setembro de 1686 como Cardeal-presbítero de Santa Susana. Foi transferido para a Sé de Montefiascone e Corneto em 1687 com o título de Arcebispo. Ele estabeleceu um orfanato em Corneto, que posteriormente foi denominado "Orfanotrofio Barbarigo" em sua homenagem.
Em 1685, Rose Venerini fundou uma escola para meninas em Viterbo. O Cardeal Barbarigo convidou Venerini a vir a sua diocese para aconselhar sobre a administração das escolas na diocese e ajudar na formação de professores.  De 1692 a 1694, Venerini abriu dez escolas em Montefiascone e nas aldeias ao redor do Lago Bolsena. O cardeal alugou uma casa para Venerini e sua escola e forneceu os meios materiais; Rosa treinou os professores e organizou as escolas.
Quando teve de regressar a Viterbo para frequentar a sua primeira escola, Venerini confiou as escolas Montefiascone e os professores à direcção de uma jovem, Lucy Filippini, a quem o purpurado havia confiado a direção do projeto na sua diocese. Filippini organizou os professores daquela diocese como uma congregação religiosa separada, conhecida como Professores Religiosos Filippini .
Ele participou do Conclave de 1689 que resultou na eleição do Papa Alexandre VIII e também participou do Conclave de 1691 que viu a eleição do Papa Inocêncio XII. Mais tarde, ele optou por ser o Cardeal-presbítero de São Marcos em 1697 e participou do Conclave de 1700 que viu a eleição do Papa Clemente XI.
Barbarigo morreu no dia 26 de maio de 1706 às 10 horas em Montefiascone, na residência do bispo. Foi sepultado no túmulo onde foram enterrados os bispos da sé, mas posteriormente foi transferido para outra igreja e o seu coração colocado no seminário Montefiascone .

### Santidade
A causa de beatificação foi introduzida em 23 de março de 1941 e conferiu-lhe o título de Servo de Deus e a Positio foi enviada à Congregação para as Causas dos Santos em 2006. O Papa Bento XVI aprovou que ele vivia uma vida de virtudes heroicas e proclamou ele será Venerável em 6 de julho de 2007.

### Irmãs Agostinianas do Amor Divino
O cardeal Barbarigo fundou a Congregação das Irmãs Agostinianas do Amor Divino em Montefiasconi, Itália, em 13 de setembro de 1705. As irmãs dirigem a "Casa per ferie Mater Mundi", uma residência para estudantes do Instituto Italiano / de Estudos Clássicos, filiado ao Pontificium Institutum Altioris Latinitatis. 